# فيرفيو (دبلن)
فيرفيو (بالإنجليزية: Fairview) هو حي سكني يقع في شمال دبلن، إيرلندا، ضمن المدينة الحضرية لدبلن. يقع الحي على بُعد حوالي 2 كم شمال وسط المدينة، وهو جزء من منطقة مارينو وكلونتارف الكبرى، ويتميز بمزيج من المناطق السكنية والتجارية، بالإضافة إلى تاريخه الحضري الطويل.

## الموقع
يحدّ فيرفيو من الجنوب نهر تولكا، ومن الشرق منطقة كلونتارف، ومن الغرب نورث ستراند، ومن الشمال مارينو ودرامكوندرا. يُعد الحي نقطة عبور رئيسية على طريق مالاهايد (Malahide Road)، كما يتصل بوسط المدينة عبر جسر فيرفيو الذي يعبر نهر تولكا.

## المرافق والمعالم
- حديقة فيرفيو (Fairview Park): وهي من أكبر المساحات الخضراء في شمال دبلن، وتضم ملاعب رياضية ومسارات للمشي ومرافق ترفيهية.
- كنيسة القديس يوسف: كنيسة كاثوليكية بارزة في المنطقة، تعود إلى القرن التاسع عشر.
- الطرق الرئيسية: تشمل شارع مارينو مارت، وطريق مالاهايد، وشوارع تجارية محلية تحوي متاجر ومقاهي ومرافق خدمية.

## التاريخ
تعود جذور المنطقة إلى العصور الوسطى، لكنها بدأت تنمو كمنطقة حضرية في القرن التاسع عشر مع توسّع مدينة دبلن. سُميت Fairview بمعنى الإطلالة الجميلة، نظرًا لموقعها القريب من البحر ونهر تولكا.
كانت في السابق موقعًا لمرافق صناعية خفيفة، ثم تحولت تدريجيًا إلى منطقة سكنية مفضلة للطبقة المتوسطة. وقد شهدت مشاريع إعادة تطوير عمراني حديثة، خاصة في المناطق القريبة من الحديقة والنهر.

## النقل
يخدم الحي عدد من خطوط حافلات دبلن، بالإضافة إلى قربه من محطة كلونتارف رود للقطار، ما يجعله منطقة سهلة الوصول من وإلى وسط المدينة.

## التعليم
توجد في فيرفيو عدد من المدارس الابتدائية والثانوية، كما تقع جامعة دبلن سيتي (DCU) على مسافة قريبة، ما يجعل المنطقة جذابة للطلاب.

## السكان
يُعرف الحي بتنوعه السكاني، ويجمع بين السكان المحليين القدامى وسكان جدد من خلفيات متعددة. كما أنه يتمتع بمستوى عالٍ من الخدمات المجتمعية.